# Carmenta surinamensis
Carmenta surinamensis is een vlinder uit de familie wespvlinders (Sesiidae), onderfamilie Sesiinae.
Carmenta surinamensis is voor het eerst wetenschappelijk beschreven door Möschler in 1878. De soort komt voor in het Neotropisch gebied.